# Sigismond-François d'Autriche
Pour les articles homonymes, voir Sigismond et Sigismond d'Autriche.
Sigismond-François d'Autriche (en allemand : Sigismund Franz von Österreich) né le 27 novembre 1630 à Innsbruck et mort le 25 juin 1665 à Innsbruck,  est un archiduc qui fut archiduc d'Autriche antérieure et comte de Tyrol de 1662 à 1665.

## Biographie
Sigismond-François est le second fils de l'archiduc Léopold V d'Autriche-Tyrol et de Claude de Médicis. Il est nommé évêque laïc (il n'est pas clerc mais il dispose des bénéfices des sièges épiscopaux) d'Augsbourg en 1646. En 1653, il devient évêque de Gurk et en 1659 prince-évêque de Trente.
Après la mort de son frère l'archiduc Ferdinand-Charles en 1662, il devient archiduc d'Autriche antérieure. Plus compétent que son frère, il aurait pu être un bon régent. Il épouse par procuration Hedwige de Palatinat-Sulzbach, mais il meurt douze jours plus tard en se rendant à la rencontre de son épouse (1665).
La branche tyrolienne de la maison des Habsbourg s'éteint avec lui. L'Empereur Léopold Ier, en tant qu'héritier de Sigismond-François, prend le contrôle de l'Autriche antérieure et du Tyrol. 
Pour éviter toute querelle de succession l'empereur épouse en 1673, l'archiduchesse Claude-Félicité, nièce de Sigismond-François et dernière représentante de la lignée tyrolienne de la Maison de Habsbourg.

### Sources
- (en) Cet article est partiellement ou en totalité issu de l’article de Wikipédia en anglais intitulé « Sigismund Francis, Archduke of Further Austria » (voir la liste des auteurs).